# 默韦讷
默韦讷（法語：Meuvaines，法語發音：[møvɛn] ⓘ）是法国卡尔瓦多斯省的一个市镇，属于巴约区。

## 地理
默韦讷（49°19'38"N, 0°33'59"W）面积7.36 平方千米，位于法国诺曼底大区卡爾瓦多斯省，该省份为法国西北部沿海省份，北濒大西洋英吉利海峡，东北与滨海塞纳省以海上边界相接，东临厄尔省，南至奧恩省，西与芒什省接壤。
与默韦讷接壤的市镇（或旧市镇、城区）包括：阿内勒、巴藏维尔、克雷蓬、里村、圣科姆德弗雷内、滨海韦尔。

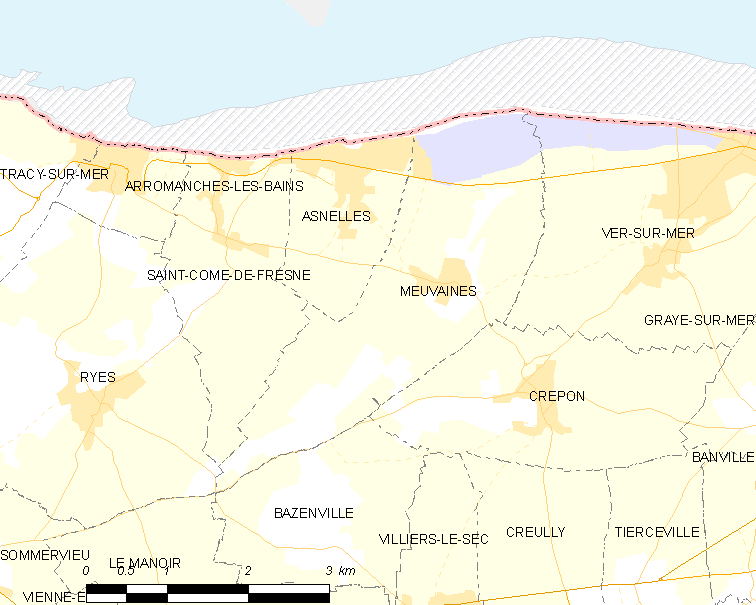
默韦讷的OSM定位图

默韦讷的时区为UTC+01:00、UTC+02:00（夏令时）。

## 行政
默韦讷的邮政编码为14960，INSEE市镇编码为14430。

## 政治
默韦讷所属的省级选区为滨海库尔瑟勒县。

## 人口

1962-2008年间默韦讷人口变化图示

默韦讷于2022年1月1日时的人口数量为137人。